# Athetis lineosa
Athetis lineosa là một loài bướm đêm trong họ Noctuidae.